# Henry Wadsworth Longfellow

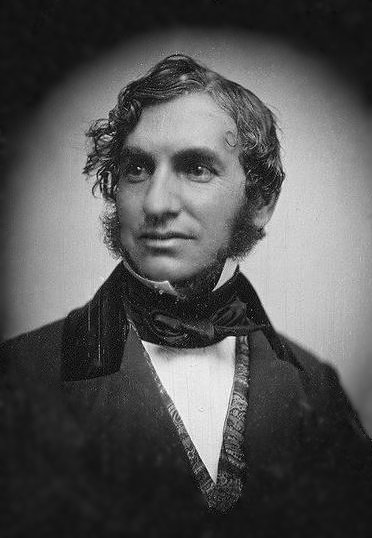
Henry Wadsworth Longfellow, Daguerreotypie von Southworth & Hawes (um 1850)

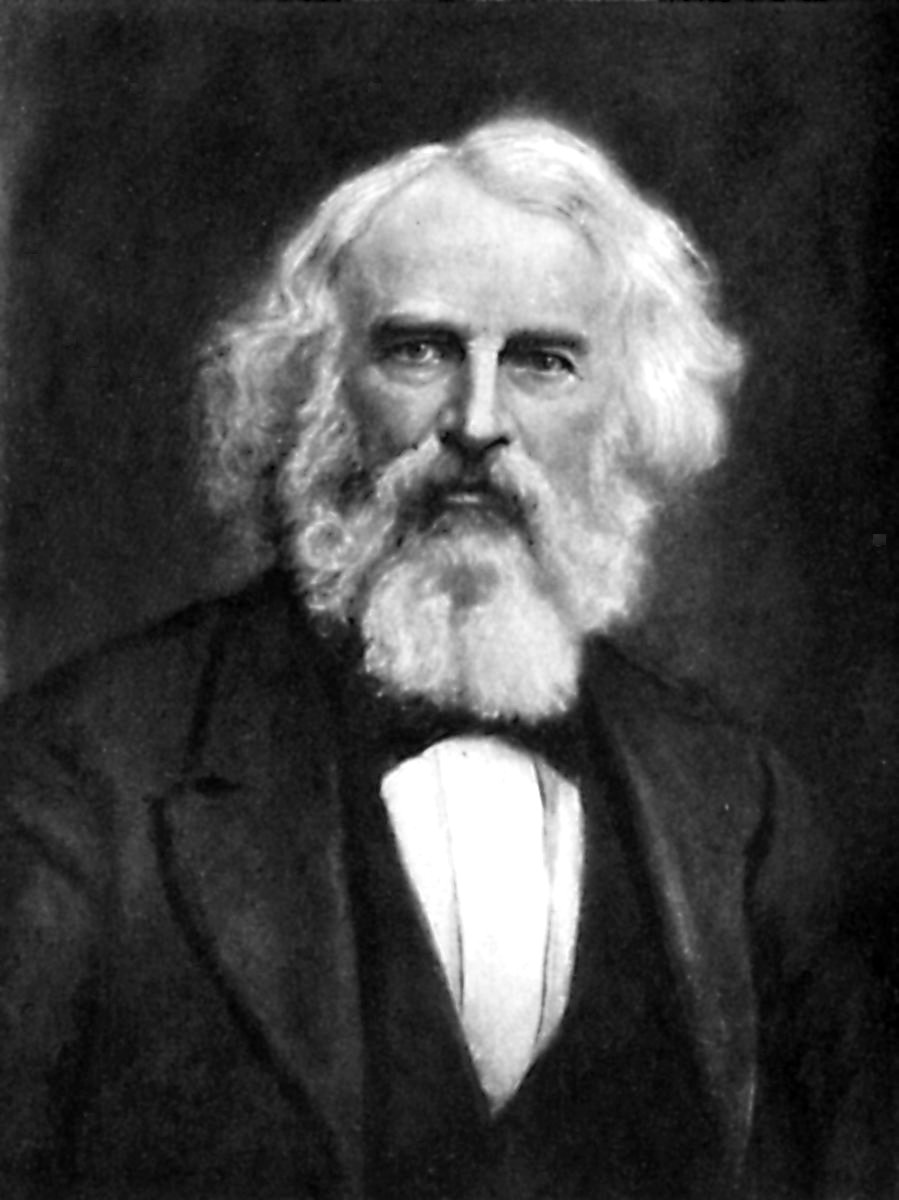
Henry Wadsworth Longfellow in späteren Jahren

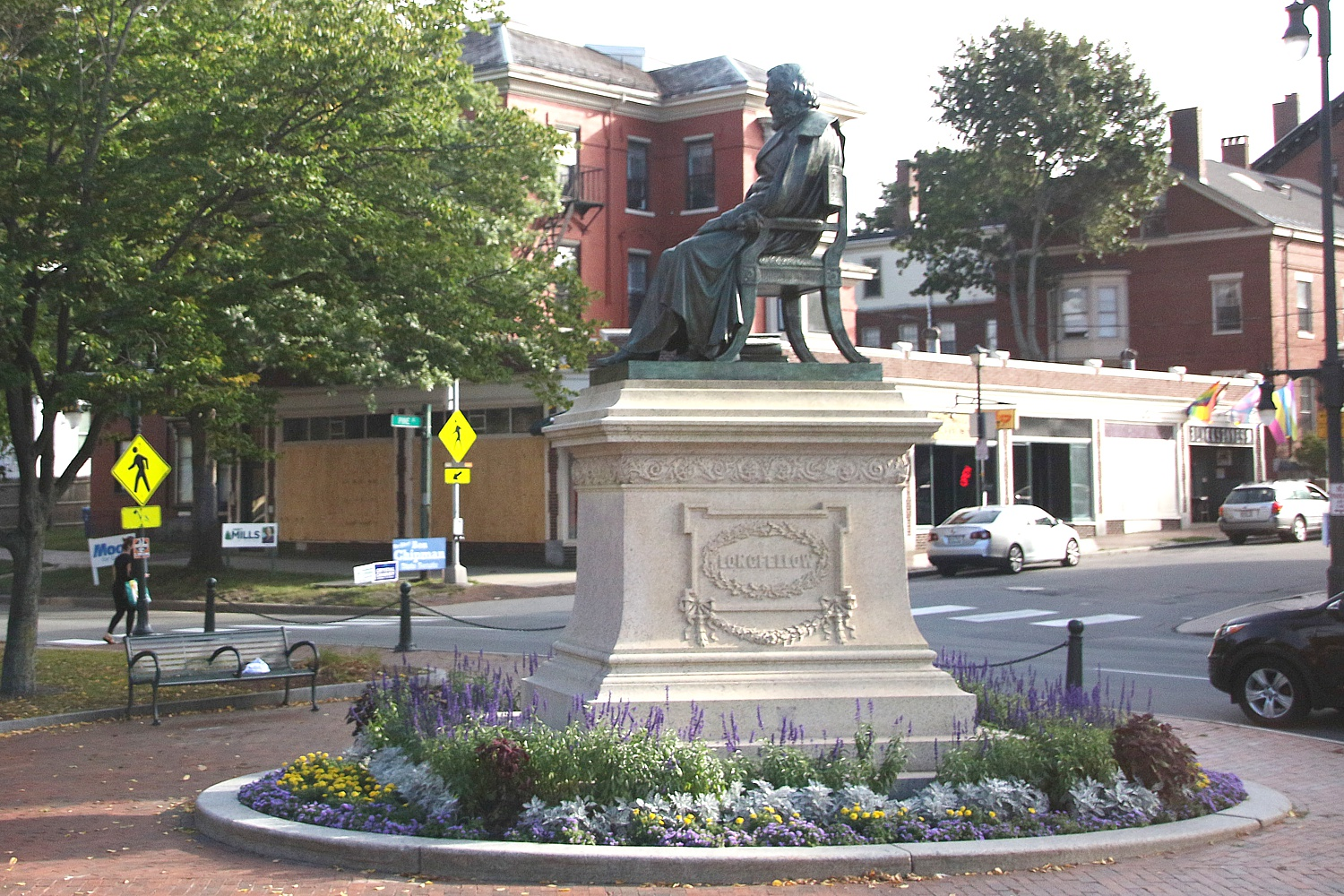
Longfellow-Denkmal in Portland

Henry Wadsworth Longfellow (geboren am 27. Februar 1807 in Portland, Massachusetts, heute Maine; gestorben am 24. März 1882 in Cambridge, Massachusetts) war ein amerikanischer Schriftsteller, Lyriker, Übersetzer und Dramatiker.

## Leben und Wirkung
Longfellows Mutter stammte aus einer alten Puritanerfamilie Neuenglands, sein Großvater Peleg Wadsworth war ein General im Unabhängigkeitskrieg und wurde später ebenso Abgeordneter im US-Repräsentantenhaus wie sein Vater Stephen Longfellow. Der im heutigen Maine geborene Longfellow wuchs wohlbehütet auf und studierte am Bowdoin College in Brunswick, wo er mit Nathaniel Hawthorne Freundschaft schloss. Zwischen 1825 und 1829 sowie von 1831 bis 1835 bereiste er Europa, lernte unter anderem Deutsch, Niederländisch, Schwedisch und Finnisch, las viel und wurde so tief von der deutschen Romantik und von Goethe beeinflusst. Nach seiner Rückkehr lehrte er an der Harvard University. Nachdem seine erste Frau Mary Storer Potter 1835 nach nur vierjähriger Ehe gestorben war, heiratete Longfellow 1843 in zweiter Ehe Frances Elizabeth „Fanny“ Appleton, eine Tochter von Nathan Appleton, mit der er sechs Kinder hatte: Charles Appleton (1844–1893), Ernest Wadsworth (1845–1921), Fanny (1847–1848), Alice Mary (1850–1928), Edith (1853–1915) und Anne Allegra (1855–1934). 1844 wurde Longfellow in die American Academy of Arts and Sciences gewählt.
Longfellow war ein Volksdichter. Seine Reime waren eingängig. Als einer der ersten beschäftigte er sich mit typisch amerikanischen Themen: Patriotismus, Liebe zu Landschaft, Natur und Traditionen seiner Heimat. Er schrieb zahlreiche Dramen und einige Romane, die alle mehr oder weniger in Vergessenheit geraten sind. Von bleibender Bedeutung sind die epischen Gedichte Evangeline (1847) und The Song of Hiawatha (1855), das er nach dem Vorbild des finnischen Nationalepos Kalevala gestaltete. Es beschreibt das Leben des Ojibwa-Häuptlings Hiawatha und endet mit dessen Empfehlung an sein Volk, sich dem ‚weißen Mann‘ zu beugen. Das Werk inspirierte Antonín Dvořák zum 2. Satz seiner 9. Sinfonie „Aus der Neuen Welt“. Franz Liszt verarbeitete eingedeutschte Verse aus The Golden Legend (1851) in der Kantate Die Glocken des Strassburger Münsters (1874), die er Longfellow widmete, und deren Excelsior-Vorspiel wiederum ein Leitmotiv in Richard Wagners Parsifal inspirierte.
Weil sein Werk allzu konventionell – und somit zu europäisch – erschien, wurde er nach 1900 insbesondere aufgrund des Urteils George Santayanas und Vernon Louis Parringtons aus dem Kanon der amerikanischen Literatur gestrichen. Jedoch haben bis vor nicht allzu langer Zeit viele amerikanische Schüler sein Gedicht Paul Revere’s Ride auswendig gelernt, das eine Episode aus dem Amerikanischen Unabhängigkeitskrieg glorifiziert. Auch das Lied I Heard the Bells on Christmas Day, das auf Longfellows Gedicht Christmas Bells basiert, ist auch heute noch ein beliebtes Weihnachtslied.
Eine Briefmarke des United States Postal Service von 2007 zeigt das Porträt Longfellows und im Hintergrund rechts einer Darstellung des Reiters Paul Revere.

## Nachwirkung
Longfellows Büste steht in der Poet’s Corner der Westminster Abbey in London, ein Denkmal wurde 1888 in seiner Heimatstadt Portland eingeweiht. 1959 wurde eine Gebirgskette im Staat Maine nach ihm benannt: die Longfellow Mountains. Außerdem wurde die Longfellow Bridge in seiner Heimatstadt Cambridge nach ihm benannt. Longfellow wohnte von 1837 bis zu seinem Tod in einem traditionsreichen Haus, das im Amerikanischen Unabhängigkeitskrieg George Washington als Hauptquartier der Kontinentalarmee diente. Das Haus, in dem Longfellow die maßgeblichen Teile seines Werkes schuf, blieb in Familienbesitz und wurde 1966 als Longfellow House–Washington’s Headquarters National Historic Site ausgewiesen. Es ging 1972 in das Eigentum der Bundesregierung über und ist heute nationale Gedenkstätte für Leben und Werk Longfellows und zur Belagerung von Boston im Unabhängigkeitskrieg 1775/76. Es enthält unter anderem die vollständig erhaltene Bibliothek Longfellows, seine Unterlagen sind aber im Archiv der Harvard University.
Der Titel des Liedes Longfellow Serenade (1974) des Sängers Neil Diamond ist ein Verweis auf Henry Wadsworth Longfellow.

## Werke
- The Song of Hiawatha
  - Übers. Ferdinand Freiligrath: Der Sang von Hiawatha. Cotta, Stuttgart 1857 LLB Detmold
  - deutsch: Hiawatha. Bertelsmann 1989, ISBN 978-3-570-04766-8.
- Evangeline: A Tale of Acadie
  - Übers. Eduard Nickles: Evangeline: Eine Erzählung aus Acadien. Eigenthum des Uebersetzers (=Selbstverlag), Karlsruhe 1862
  - Übers. Johannes Friedemann: Evangeline: Ein Liebesgesang aus Akadien. Gudrun-Verlag, Berlin 1920
  - Übers. August Vezin: Evangeline. Meister Verlag, Heidelberg 1947
- Kavanagh
  - Übers. Jörg Hildebrandt: Ein Kirchspiel wie Fairmeadow: Kleinstadtkleinigkeiten um allerhand große Leute und eine Brieftaube. Evangelische Verlagsanstalt, Berlin 1972
- The Early Poems. University Press of the Pacific 2003, ISBN 978-1-4102-0848-4.
- A Selection of Poems. Rhombus Edition, London 1920
  - deutsch: Ausgewählte Gedichte. Reclam, Leipzig 1925
- Tales of a Wayside Inn
- The Sonnets of Henry Wadsworth Longfellow
- Poems by Henry Wadsworth Longfellow
- Jedem Menschen Bruder sein. Amadeus-Verlag, Wien 1959
- Nuremberg: A Poem. Schrag, Nürnberg 1887
  - deutsch: Nürnberg: Eine Dichtung. E. Frommann, Nürnberg 1928
- The golden legend. Leipzig 1916
  - Übers. P. Kaegler: Die goldene Legende. Hendel, Halle 1887
- The Masque of Pandora and other poems. Leipzig 1875
- Flower-de-Luce and Three books of song. Tauchnitz, Leipzig 1873
- The Divine Tragedy. Tauchnitz, Leipzig 1872
- The New-England Tragedies. Tauchnitz, Leipzig 1868
- The Divine Comedy of Dante Alighieri (Übersetzung der Göttlichen Komödie aus dem Italienischen). Boston: Ticknor & Fields, 1867. Kritische Ausgabe auf academia.edu

## Sekundärliteratur
- Daniel Aaron: The Legacy of Henry Wadsworth Longfellow. In: Maine Historical Society Quarterly 27:4, 1988, S. 42–66.
- Newton Arvin: Longfellow: His Life and Work. Little, Brown, Boston 1963.
- Charles C. Calhoun: Longfellow: A Rediscovered Life. Beacon Press, Boston 2005.
- Helga Eßmann: „Literary Universality“: Henry Wadsworth Longfellow and American National Literature. In: Armin Paul Frank und Helga Essmann (Hrsg.): The Internationality of National Literatures in Either America: Transfer and Transformation. Band I/1. Wallstein, Göttingen 1999, S. 85–106.
- Robert L. Gale: A Henry Wadsworth Longfellow Companion. Greenwood Press, Westport CT 2003.
- Matthew Gartner: Becoming Longfellow: Work, Manhood, and Poetry. In: American Literature 72:1, 2000, S. 59–86.
- Dana Gioia: Longfellow in the Aftermath of Modernism. In: Jay Parini (Hrsg.): The Columbia History of American Poetry. Columbia University Press, New York 1993, S. 64–96.
- Eric L. Haralson: Mars in Petticoats: Longfellow and Sentimental Masculinity. In: Nineteenth-Century Literature 51:3, 1996, S. 327–355.
- Thomas Wentworth Higginson: Henry Wadsworth Longfellow. Houghton Mifflin, Boston 1902.
- Andrew Hilen: Longfellow and Scandinavia: A Study of the Poet's Relationship with the Northern Languages and Literature. Yale University Press, New Haven 1947.
- Edward L. Hirsh: Henry Wadsworth Longfellow. University of Minnesota Press, Minneapolis 1964 (= University of Minnesota Pamphlets on American Writers 35).
- Christoph Irmscher: Longfellow Redux. University of Illinois Press, Urbana 2006, ISBN 978-0-252-03063-5
- Christoph Irmscher: Public Poet, Private Man: Henry Wadsworth Longfellow at 200. University of Massachusetts Press, Amherst 2009, ISBN 0-674-02145-2
- Christoph Irmscher und Robert Arbour (Hrsg.): Reconsidering Longfellow. Fairleigh Dickinson University Press, Lanham MD 2014, ISBN 978-1-61147-674-3
- Edward Wagenknecht: Henry Wadsworth Longfellow: His Poetry and Prose. Ungar, New York 1986, ISBN 0-8044-2960-X
- Nicholas A. Basbanes: Cross of snow : a life of Henry Wadsworth Longfellow, New York : Alfred A. Knopf, 2020, ISBN 978-1-101-87514-8